# کابراماتا وست
کابراماتا وست (به انگلیسی: Cabramatta West) یک حومه شهر در استرالیا است که در نیو ساوت ولز واقع شده‌است.